# Sauron
Sauron, también conocido como Annatar, Gorthaur, El Nigromante, El Señor Oscuro y  como El Señor de los Anillos, es un personaje ficticio que forma parte del legendarium creado por el escritor británico J. R. R. Tolkien. Es el personaje titular y el antagonista principal de la novela El Señor de los Anillos, creador del Anillo Unico, así como principal antagonista durante la Segunda y Tercera Edad del Sol en la Tierra Media, aunque también aparece en El Silmarillion, donde se revelan sus orígenes.

## Nombres

El «Ojo Rojo» de Sauron.

Sauron significa en quenya «el Horripilante» o «el Aborrecido», nombre impuesto, evidentemente, por sus enemigos. Gorthaur es el equivalente sindarin de Sauron, y junto a este nombre, los elfos sindar le dieron el sobrenombre de "El Cruel". 
Fue el más poderoso de los servidores de Melkor y lugarteniente de la fortaleza del mal, Angband; sus nombres, debido a sus servicios y sus acciones posteriores, son incontables y, aunque los títulos más conocidos de Sauron son el de «Señor Oscuro de Mordor» y «Señor de los Anillos», también se cuentan entre ellos: «el Gran Maestro de la Mentira», «Sauron el Grande», «aquel a quien no nombramos», «Señor de la Tierra Tenebrosa», «la Mano Negra», «el Señor Oscuro», «Señor de los Licántropos», «el Cruel», «el Poder Oscuro», Annatar (q. «Señor de los Dones»), «Señor de Barad-dûr», «Hacedor de Anillos», «el Nigromante», «el Ojo Rojo», «el Ojo de Fuego», «el Ojo Sin Párpados» o «el Gran Ojo» (por su mirada, que abarcaba todo su maligno dominio; aunque en las películas de Peter Jackson esto se interprete de una manera literal), entre muchos más.

## Historia
En un principio, Sauron era el más poderoso de los maiar al servicio de Aulë que fue corrompido por Melkor (quien posteriormente sería conocido como Morgoth), cuando los ainur aún se encontraban dando forma a Arda. Sauron permanecería en la Tierra Media durante más de 16 000 años, mucho más que todos sus principales enemigos excepto, quizás, Círdan, el carpintero de barcos, y el viejo Tom Bombadil.
Como antes se menciona, Sauron es un ainur, uno de los maiar, contado entre el séquito de Aulë, el herrero, por lo cual tenía altos conocimientos en este campo. Pero Sauron también tenía muchos otros poderes: el poder de cambiar su forma a la que quisiera, poder que utilizó para engañar a los noldor más de una vez, y a los hombres de Númenor. También podía manejar los espíritus menores e invocarlos (de ahí tal vez el nombre de Nigromante o Hechicero), y también podía llamar espíritus malignos y meterlos dentro de criaturas monstruosas (de donde saca el nombre de Señor de los Licántropos; él mismo se transformó una vez en un lobo terrible). Podía crear ilusiones en las personas de mente débil. Tolkien especifica que entre individuos de una misma raza de ainur hay diferencias de rangos. Sauron fue uno de los primeros espíritus en entrar en Arda y uno de los que ostentaba mayor poder. Sauron en su mayor cantidad de poder era capaz de modificar la realidad y la naturaleza (hecho comprobable en la creación de Mordor, las Montañas de la Sombra y Ceniza y el mismo monte del Destino, todos levantados por el propio Sauron). En El Señor de los Anillos se desprende que los istari temían a Sauron, tanto, que Gandalf casi no lo nombraba por su nombre y temía que él pudiera desvelar su presencia.
Desde que es corrompido, Sauron se convierte en el más temido de los servidores de Morgoth Bauglir. Se sabe, sin embargo, por los escritos del autor, que Sauron temía profundamente a Melian la Maia, esposa de Thingol, y nunca se atrevió a desafiarla.

### Edades de las Lámparas, Edades de los Árboles y Primera Edad del Sol
Durante la Primera Edad Sauron sirvió a Morgoth como su lugarteniente. Durante las Edades de las Lámparas, mientras Melkor residía en Utumno, Sauron se hizo cargo de la recién construida Angband. Tras la Guerra de los Poderes y la destrucción de Utumno, Sauron se escondió y los Valar no pudieron hallarlo. Tras el retorno de Morgoth a la Tierra Media luego de haber destruido los Dos Árboles de Valinor, se puso nuevamente a sus órdenes. Conocido por los elfos sindar como Gorthaur el Cruel, era un maestro de las ilusiones y la metamorfosis. Tenía como sirvientes a los hombres lobo, a los licántropos a los que él mismo daba origen y a otras formas horripilantes, y durante este período (inmediatamente después de la muerte del rey supremo noldor Fingolfin) conquistó la isla élfica de Tol Sirion, haciendo descender sobre ella una oscura nube de miedo. Orodreth, el comandante de la torre, junto con la guarnición, huyeron y se refugiaron en Nargothrond. Desde entonces, la hermosa isla paso a llamarse "Tol-in-Gaurhoth", la "Isla de los Licántropos". Sauron la convirtió en una atalaya del mal, en una amenaza, en guarida de criaturas malignas, donde a la medianoche salían los licántropos a seguir las órdenes de su oscuro amo, atacando a los elfos y todo aquel que se cruzara en su camino.
Sauron es el más letal de los sirvientes de Morgoth en la Primera Edad y comanda un ejército propio. El personaje antagónico a Sauron en la Primera Edad del Sol es Melian la Maia, esposa de Thingol, y es cerca de ella que Sauron participa en la mayor parte de la historia. Sauron está estrechamente envuelto en la historia de Beren y Lúthien y la liberación del Silmaril. Desde la torre de Tol-in-Gaurhoth (Minas Tirith de Finrod, rebautizada "Isla de los Licántropos") sale un poder maligno que siempre se enreda con el poder de la cintura de Melian. Entre otras batallas importantes, Finrod Felagund le hace frente a Sauron cara a cara, pero cae bajo los engaños de este espíritu, más poderoso que él.
Sauron sufre la primera de sus grandes derrotas en la Primera Edad cuando Lúthien llega a rescatar a Beren, preso en las mazmorras de la Torre de Sauron; ella lanza un canto de encantamiento y está acompañada por Huan, el perro de Valinor; ambos enfrentan a Sauron, quien es inmovilizado por los poderes de la hija de Melian, y es atacado por Huan. Sauron huye de la Torre al bosque de Taur-nu-Fuin, en donde se lo menciona por última vez dentro de la historia de los Silmarils.

### En la Segunda Edad del Sol
Tras la caída definitiva de Morgoth en la Guerra de la Cólera, y luego de ver el poderío de los Señores del Occidente, Sauron se amedrentó y pidió perdón y clemencia. Eönwë, el heraldo de Manwë, lo conminó a ir a Valinor para ser juzgado, pero Sauron no deseó recibir condena alguna, pues había tenido mucho poder bajo Morgoth, y el mal estaba demasiado presente en él. Fue así que permaneció en la Tierra Media durante las edades sucesivas, levantándose como nuevo Señor Oscuro.

#### Annatar,el Señor de los Dones
Al inicio de la Segunda Edad se concentra en el engaño y la persuasión antes de desplegar sus fuerzas, de manera que usó una nueva identidad, haciéndose llamar Annatar, el Señor de los Dones. Llega primero a los dominios del poderoso Gil-Galad diciendo ser un enviado de los Valar (siendo esto una anticipación de los Istari); es decir, Sauron conocía los designios de los Valar de enviar seres angelicales para ayudar a los elfos. Pero Sauron es expulsado de Lindon, la tierra de Gil-Galad, puesto que tanto este como Galadriel y Elrond desconfiaban del personaje.
Sin embargo fue bien recibido por Celebrimbor y los Gwaith-i-Mírdain, herreros de grandes habilidades, quienes deseaban, sobre todas las cosas, el conocimiento máximo incólume de los secretos del mundo en Ost-in-Edhil, la principal ciudad de Eregion. Annatar, siendo un maia del séquito de Aulë, encajó perfectamente en los designios de los noldor, al aprovechar el deseo de estos de alcanzar el cénit del conocimiento y la creación, para someterlos. Allí persuadió a los elfos para que forjasen los Anillos de Poder. Para sí reservó la forja del Anillo Único en los fuegos del Monte del Destino. Pero Celebrimbor desconfió de Annatar y entregó los tres Anillos élficos antes de que Sauron regresara a Eregion. Fue la unión del conocimiento de los elfos y Sauron lo que logró la creación de los anillos, puesto que ni el uno ni los otros hubiesen podido alcanzar dicha ciencia por sí solos.

#### La segunda derrota
Después de forjar el Anillo Regente en Orodruin, Sauron pronunció el conocido hechizo para someter a los otros anillos y las voluntades de sus portadores. Enterado de la entrega de los Anillos Élficos por parte de Celebrimbor, Annatar mostró su verdadera identidad y montando en cólera regresó abiertamente como Sauron con un ejército desde Mordor para arrasar con Eregion y recuperar los Anillos del Poder; destruyó por completo todo Ost-in-Edhil y mató al señor de los Noldor, clavando su cabeza en una pica para terror de elfos y hombres.
Además extiende la oscuridad, dominando a los hombres menores de la Tierra Media, quienes, temerosamente, lo veneraban como a un dios que invadía Eriador, el cual caía bajo su poder y asolaba todo lo que se levanta a su paso. Finalmente es vencido por el ataque conjunto de los elfos en el norte y los Númenóreanos en el sur: ésta es la segunda gran derrota de Sauron. Al ser derrotado, Sauron huye al este, en donde se refugia e intenta recuperar su poder.

#### El fin de Annatar
A finales de la Segunda Edad, Sauron es el señor más poderoso de la Tierra Media. Esto despierta la ira y la envidia de Ar-Phârazon, el último rey de Númenor, quien va a las costas de Umbar (dominio númenóreano), con un poderoso ejército y exige a Sauron su rendición, bajo amenaza de destruirlo. El Señor Oscuro acepta rendirse y va como prisionero a Númenor, no porque realmente ellos pudieran atacar a Sauron, que poseía el Anillo Único, sino porque sus deseos eran infiltrarse en Númenor y persuadir al rey Ar-Phârazon de venerar la oscuridad, a desear la vida eterna, a rechazar a los elfos y a los valar y a cerrar las llegadas a puerto de los elfos de la Isla Solitaria.
Así, lo persuade de atacar Valinor y rebelarse en contra de los Valar. El rey atiende estos consejos y forma una gran armada (la más grande de toda la historia de la Tierra Media) y se dirige a Tol Eressëa con el fin de invadir Valinor. La ira de los Valar se despierta y solicitan a Ilúvatar que frene las ambiciones de los númenóreanos, y este levanta una gran ola que provoca la destrucción y el hundimiento de la isla de Númenor, de la cual se salva el ya declarado enemigo de Sauron: Elendil.
Se dice en la historia de la caída de Númenor que Sauron, atrapado por la gran ola que destruyó esta isla, perdió la capacidad de tomar una forma amable y hermosa, es decir, perdió la capacidad de transformarse en Annatar para siempre. Pero su oscuro espíritu sobrevivió y regresó como viento maligno a la Tierra Media, aposentándose nuevamente en la Torre Oscura. En adelante, siéndole imposible recuperar otra vez una forma que pareciera adecuada a los ojos de los hombres, solo mediante la fuerza y el miedo conservó su poder.

#### La tercera derrota
La familia y los seguidores de Elendil, que sobrevivieron a la destrucción de Númenor, llegaron a la Tierra Media y fundaron los reinos en el exilio de Arnor y Gondor, y formaron posteriormente con Gil-Galad, rey de los noldor de la Tierra Media, la Última Alianza entre elfos y hombres. Finalmente Sauron fue derrotado a manos de Elendil y Gil-Galad, quienes también perdieron la vida. No obstante, el anillo no fue destruido y pasó a manos de Isildur, el hijo de Elendil, quien años más tarde fue asesinado durante el Desastre de los Campos Gladios y en consecuencia el anillo se perdió en el río Anduin. Esta nueva derrota no fue definitiva, como creían los aliados, quienes pensaban que el mal había sido finalmente eliminado, sino temporal. En el Anillo Único la mayor y mejor parte del poder de Sauron quedó intacto pero fuera de su alcance, provocando su regreso en la edad que vendría para recuperarlo: mientras el anillo persistiese, Sauron permanecería con vida.

### En la Tercera Edad del Sol
Sauron estaba desprovisto de gran parte de su antiguo poder tras la pérdida del anillo, por lo que actuó con cautela. 

#### Sauron como El Nigromante
Sauron reaparece en el oeste de la Tierra Media aproximadamente en el año 1000, cuando se escondió en Dol Guldur, en una colina en el sur del Gran Bosque Verde (llamado en adelante Bosque Negro), donde fue conocido como «el Nigromante» (tal y como se narra en El hobbit).
En un principio se creía que el Nigromante era uno de los Nazgûl, hasta que Gandalf entró en secreto en Dol Guldur y descubrió que no era otro que Sauron. Un «Nigromante» es alguien que puede contactar con los espíritus de los muertos, y en la novela de El hobbit Sauron era conocido como el Nigromante por sus oscuros poderes de invocar y controlar los espíritus de los muertos.
Posteriormente, el Concilio Blanco, tras enterarse de la verdadera identidad del Nigromante, luchó por expulsarlo del Bosque Negro bajo el mando y las estrategias de Saruman, en ese entonces líder del Concilio. Tras aparentemente conseguirlo, Sauron regresó a Mordor, haciendo pensar al Concilio que habían triunfado, donde reconstruyó Barad-dûr y conjuró alrededor suyo un inmenso ejército de hombres del Este y del Sur, Orcos, Trolls y otras criaturas y espíritus malvados. En realidad la estrategia del Concilio no fue exitosa, pues de esta forma Sauron consumó su plan de regresar a Mordor, donde sus huestes ya se estaban preparando, y en Minas Morgul los nazgûl ya se habían reunido otra vez.

#### La Guerra del Anillo
El fin último de Sauron estaba casi consumado: tendría el poder de los noldor, lo que más deseó por toda su existencia. Ya que estos habían usado los anillos de poder, atados al suyo, solo tenía que encontrar el Anillo Único y los elfos caerían bajo su poder.
Las fuerzas de Sauron fueron derrotadas en la batalla de los Campos del Pelennor en Minas Tirith, Gondor, con ayuda de los guerreros de Rohan y los hombres muertos de Gondor, pero el ejército del oeste no podía derrotarlo definitivamente si el portador del anillo, Frodo Bolsón, no consumaba su misión. 
Fue finalmente derrotado cuando Gollum cayó con el Anillo Único al fuego del Monte del Destino, destruyendo de esta forma el principal depósito del Gran Poder Maligno e Innato de Sauron y también su propia Voluntad. Con él, se dice que Sauron se convierte en algo menos que un leve viento maligno, y su poder se deshace y esfuma de todas las esquinas del mundo, mientras él se atormenta a sí mismo en las Tinieblas. Se dice que Sauron volverá con todo su poder al final de los tiempos en la Dagor Dagorath, peleando junto a Morgoth y sin necesidad de recurrir al Anillo Único. En esa batalla Sauron encontrará su fin, al igual que su maestro.

## La trascendencia del mal de Sauron
Sauron es derrotado el 25 de marzo de 3019 de la Tercera Edad del Sol, sin presentar batalla a sus principales y más odiados enemigos: Círdan el Carpintero de Barcos, Galadriel la Dama Blanca de los noldor y Elrond medioelfo, maestro de la ciencia y el poder; pero la destrucción del anillo regente sella de la misma forma el fin de la historia de los altos elfos en la Tierra Media; los señores elfos habían usado en sus reinos el poder de los tres, preservando incólume todo lo que alrededor de ellos se encontraba, por esto sus reinos eran los más hermosos de la tierra, y también los más fuertes, pero los tres no estaban libres del Único, y solo la presencia del Único en el mundo mantenía su poder.
Una vez destruido el Único, los tres perderían todo su poder, más tarde que temprano, causando que todo aquello hecho con ellos se marchitara y se perdiera en las páginas del olvido. 
Los altos elfos ya no podían vivir en un mundo menguante, porque su destino era estar siempre en el mundo, así que partieron hacia las tierras que tienen el mismo destino de ellos, navegaron más allá de los mares a través del Camino Recto y llegaron a Eressëa, para no regresar jamás.

## En otros medios
Sauron es el principal antagonista de la trilogía cinematográfica de El Señor de los Anillos, de Peter Jackson, en la cual aparece en el epílogo de La Comunidad del Anillo (2001) y en El retorno del Rey (2003), interpretado por Sala Baker.
En la serie cinematográfica producida por Prime Video en 2022, titulada: El Señor de los Anillos: los Anillos de Poder, el actor Charlie Vickers da vida a Halbrand-Sauron.
| Predecesor: Ninguno (Creador del Anillo) | Señor del Anillo 1600 S. E. - 3441 S. E.           | Sucesor: Isildur |
| Predecesor: Morgoth                      | Señor Oscuro 587 P. E. - 25 de marzo de 3019 T. E. | Sucesor: Ninguno |